# Al-Mudhàffar Hajjí
Al-Màlik al-Mudhàffar Zayn-ad-Din Hajjí ibn an-Nàssir Muhàmmad —àrab: الملك المظفر زين الدين حاجي بن الناصر محمد, al-Malik al-Muẓaffar Zayn ad-Dīn Ḥājjī ibn an-Nāṣir Muḥammad—, més conegut simplement com al-Mudhàffar Hajjí o com Hajjí I, fou soldà mameluc bahrita o kiptxak del Caire (1346-1347).
Assassinat el seu germà Al-Kàmil Xaban, els mamelucs el van proclamar sultà. Va buidar el tresor imperial amb la complicitat d'un dels seus esclaus mentre el poble s'estava morint a causa d'una fam. El 1347 fou assassinat i el va succeir el seu germà an-Nàssir Hàssan.